# Феліпе Гутьєррес
Феліпе Гутьєррес (ісп. Felipe Gutiérrez, нар. 8 жовтня 1990, Кінтеро) — чилійський футболіст, півзахисник клубу «Твенте».
Виступав, зокрема, за клуб «Універсідад Католіка», у складі якого став чемпіоном та володарем кубку Чилі, а також національну збірну Чилі.

## Клубна кар'єра
Вихованець клубу «Універсідад Католіка». У віці 18 років він був включений в заявку основної команди. 22 червня 2009 року в матчі проти «Сантьяго Морнінг» Феліпе дебютував у чилійській Прімері. У своєму першому сезоні він лише двічі зіграв у чемпіонаті, але вже з наступного сезону завоював місце в основі. 31 липня 2010 року в поєдинку проти «О'Хіггінс» Гутьєррес забив свій перший гол за «Універсідад». У цьому ж сезоні він допоміг клубу виграти національну першість, а через рік і Кубок Чилі. 
У червні 2012 року Феліпе перейшов в нідерландський «Твенте». Сума трансферу склала 3,7 млн. доларів. 2 серпня в матчі кваліфікації Ліги Європи проти чеської «Млади Болеслав» він дебютував за новий клуб. 12 серпня в поєдинку проти «Гронінгена» Гутьєррес дебютував у Ередивізі, замінивши в другому таймі Лероя Фера. 15 вересня у зустрічі проти «Віллема II» він забив свій перший гол за «Твенте». Наразі встиг відіграти за команду з Енсхеде 36 матчів в національному чемпіонаті.

## Виступи за збірну
30 травня 2010 року в товариському матчі проти збірної Північної Ірландії Гутьєррес дебютував за збірну Чилі. 
2011 року у складі національної збірної країни Феліпе поїхав на Кубок Америки в Аргентині. На турнірі він був запасним футболістом і не зіграв ні хвилини. 17 жовтня 2012 року в матчі відбіркового турніру Чемпіонату світу 2014 проти збірної Аргентини Гутьєррес забив свій перший гол за Чилі. 
Наразі провів у формі головної команди країни 15 матчів, забивши 1 гол.

## Досягнення
- Чемпіон Чилі (3):  2010, 2020, 2021
- Володар Кубка Чилі (1): 2011
- Володар Суперкубка Чилі (2): 2020, 2021
- Переможець Кубка Америки: 2015